# Дунаєвське сільське поселення
Дуна́євське сільське поселення (рос. Дунаевское сельское поселение) — сільське поселення у складі Стрітенського району Забайкальського краю Росії.
Адміністративний центр — село Дунаєво.

## Населення
Населення сільського поселення становить 1404 особи (2019; 1509 у 2010, 1831 у 2002).

## Склад
До складу сільського поселення входять:
| Населений пункт    | Населення, осіб (2002) | Населення, осіб (2010) |
| ------------------ | ---------------------- | ---------------------- |
| 3, селище          | 28                     | 24                     |
| Дунаєво, село      | 1150                   | 1009                   |
| Нижня Куенга, село | 565                    | 434                    |
| Шеметово, село     | 88                     | 42                     |